# (1558) Järnefelt
(1558) Järnefelt – planetoida należąca do zewnętrznej części pasa głównego asteroid okrążająca Słońce w ciągu 5 lat i 288 dni w średniej odległości 3,22 au. Została odkryta 20 stycznia 1942 roku w Obserwatorium Iso-Heikkilä w Turku przez Liisi Otermę. Nazwa planetoidy pochodzi od Gustafa Järnefelta, fińskiego astronoma. Przed nadaniem nazwy planetoida nosiła oznaczenie tymczasowe (1558) 1942 BD.